# 南州鄉
22°29′25″N 120°30′36″E / 22.490403°N 120.509878°E
南州鄉位於臺灣屏東縣中部，北臨崁頂鄉，東鄰新埤鄉，西鄰東港鎮，南接林邊鄉。本鄉地處屏東平原中部，地勢平坦，有溪洲溪流經鄉境，氣候上屬熱帶季風氣候，年均溫約25℃，年雨量約2500公釐，居民產業以農業為主，且單一鄉鎮蓮霧種植面積屬全台第一。

## 歷史

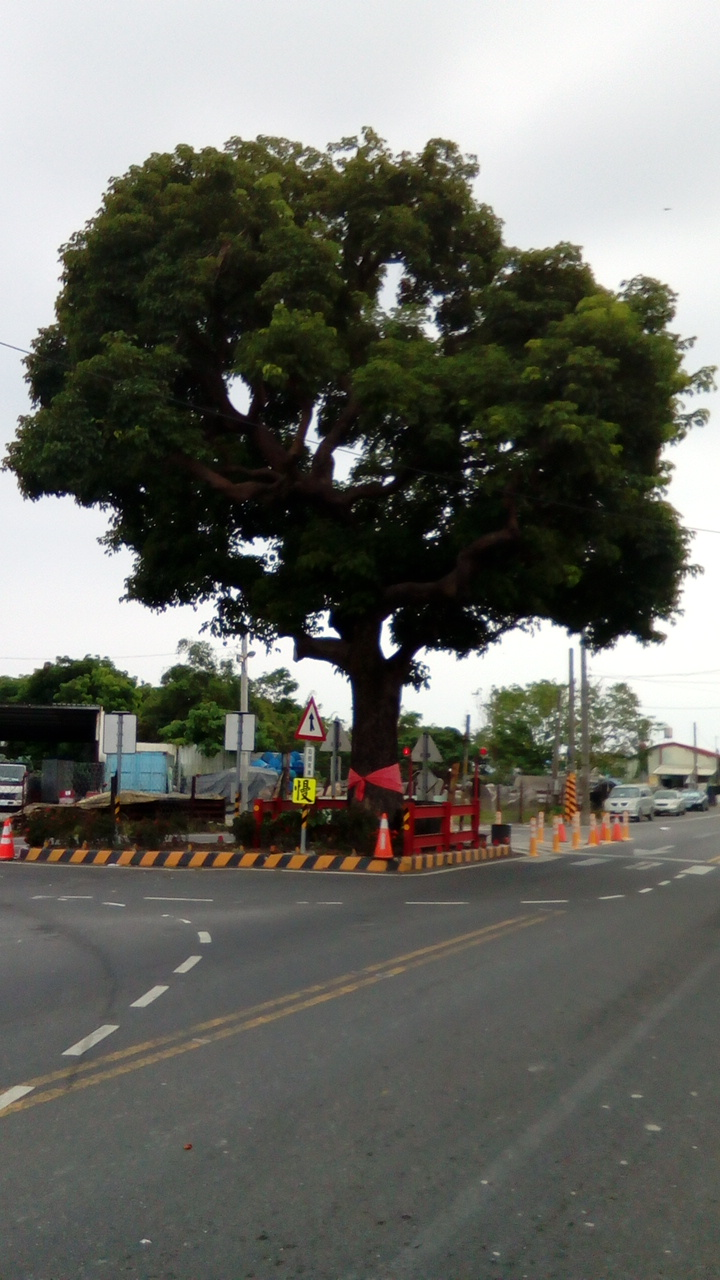
南州鄉入口的守護樹

南州鄉舊名「溪州」，因鄉內有溪洲溪流過而得名。原為平埔原住民馬卡道族茄藤社舊址。1920年臺灣地方改制，將此地劃入「林邊庄」，由高雄州東港郡管轄。戰後初期為高雄縣林邊鄉的一部分，1950年改隸屏東縣。1951年3月奉准自林邊鄉分出，設立「溪州鄉」。然而因臺灣各地以「溪州」為名的地方很多，為有所區別，以此地位於臺灣南部，並取南州冠冕「南州出賢人」之意，於1956年易名為「南州鄉」至今。

## 人口
根據屏東縣東港戶政事務所統計，2024年底南州鄉戶數約3.9千戶，人口約9.7千人，鄉內人口最多與最少的村分別是溪洲村與仁里村，2024年底兩村人口分別為1,788人與501人。南州鄉與屏東縣其他地區相同，面臨嚴重人口老化與少子化的問題，2024年底時，南州鄉人口中有6.04%是0至14歲人口，67.41%是15至64歲人口，26.55%是65歲以上人口，老化指數約為439.42%，是屏東縣幼年人口比例最低、老化指數最高的行政區。

## 政治

### 歷屆鄉長
| 屆次 | 姓名   | 黨籍       | 任職期間                        | 備註         |
| ---- | ------ | ---------- | ------------------------------- | ------------ |
| 1    | 張連朝 |            | 1951年5月9日～1953年5月5日      | 首任民選鄉長 |
| 2    | 張連朝 |            | 1953年5月6日～1956年5月5日      |              |
| 3    | 林水順 |            | 1956年5月6日～1959年12月31日    |              |
| 4    | 林奢   |            | 1960年1月1日～1964年2月28日     |              |
| 5    | 林奢   |            | 1964年3月1日～1968年2月29日     |              |
| 6    | 柯清水 |            | 1968年3月1日～1973年3月30日     |              |
| 7    | 柯清水 |            | 1973年4月1日～1978年2月28日     |              |
| 8    | 黃文景 |            | 1978年3月1日～1982年2月28日     |              |
| 9    | 黃文景 |            | 1982年3月1日～1986年2月28日     |              |
| 10   | 林春富 |            | 1986年3月1日～1990年2月28日     |              |
| 11   | 林春富 |            | 1990年3月1日～1994年2月28日     |              |
| 12   | 林建成 | 中國國民黨 |                                 |              |
| 13   | 林建成 | 中國國民黨 |                                 |              |
| 14   | 林宏村 | 無黨籍     | 2001年12月20日～2005年12月19日  |              |
| 15   | 吳永基 | 無黨籍     | 2005年12月20日～2009年12月20日  |              |
| 16   | 吳永基 | 無黨籍     | 2009年12月21日～2014年12月24日  |              |
| 17   | 黃盈裕 | 無黨籍     | 2014年12月25日～2018年12月24日  |              |
| 18   | 黃盈裕 | 無黨籍     | 2018年12月25日～ 2022年12月24日 |              |
| 19   | 劉美吟 | 無黨籍     | 2022年12月25日～                | 首任女性鄉長 |

### 鄉政組織
南州鄉公所是南州鄉最高層級的地方行政機關，在中華民國政府架構中為鄉自治的行政機關，同時負責執行縣政府及中央機關委辦事項。南州鄉的自治監督機關為屏東縣政府。鄉長由全體鄉民直接選舉產生，任期為四年，可連選連任一次。南州鄉公所並置鄉政會議，為鄉政最高決策機構，在鄉長之下，設有4課3室等7個行政單位及3個附屬機關。
南州鄉民代表會是南州鄉的最高民意機關，代表南州鄉全體鄉民立法和監察鄉政。鄉民代表由公民直選選出，任期為四年，可連選連任。南州鄉民代表會共有11位鄉民代表，分別為第一選區5席鄉民代表、第二選區1席鄉民代表、第三選區3席鄉民代表、第四選區2席鄉民代表，主席、副主席由11位鄉民代表互選產生。

### 行政區
現今南州鄉行政範圍的確立，來自於1951年3月1日，將溪州等地由林邊鄉獨立出來，升格為溪州鄉，直隸於屏東縣。1956年7月1日，溪州鄉改名「南州鄉」。南州鄉的行政區劃轄有溪洲村、溪南村、仁里村、溪北村、七塊村、萬華村、米崙村、壽元村、同安村、南安村等10個村，共計119個鄰。
| 南州鄉行政區劃                                                          |
| 七 塊 村 a b 溪北村 壽 元 村 米 崙 村 溪南村 萬 華 村 南 安 村 同 安 村 |
| a.溪州村 b.仁里村                                                       |

## 公共服務

### 警政治安
- 屏東縣政府警察局東港分局
  - 南州分駐所

### 消防
- 屏東縣政府消防局第三大隊
  - 南州分隊

### 金融
- 中華郵政
  - 南州郵局（屏東56支）
- 農會
  - 南州地區農會信用部

### 戶政
- 屏東縣東港戶政事務所
  - 南州辦公室

### 電力
- 經濟部台灣電力公司
  - 南州服務所

## 教育

### 大專院校
- 慈惠醫護管理專科學校

### 國民中學
- 屏東縣立南州國民中學

### 國民小學
- 屏東縣南州鄉南州國民小學
- 屏東縣南州鄉溪北國民小學
- 屏東縣南州鄉同安國民小學

## 交通

### 鐵路
臺灣鐵路公司
- 屏東線：南州車站

### 客運
屏東縣市區公車
- 高雄客運
  - 519：東港轉運站－南州－潮州轉運站

### 公路
國道
- 國道三號（福爾摩沙高速公路）
  - 南州交流道（424k）

省道
- 台1線

縣道
- 縣道187乙線

鄉道
- 屏69線
- 屏73線
- 屏119線
- 屏120線
- 屏121線
- 屏123線
- 屏124線
- 屏126線

## 宗教信仰
- 南州陳公館
- 南州溪洲代天府：原名瑞清宮，主祀朱府千歲，是當地的信仰中心，也是最大的廟宇，每三年舉辦迎王祭典。
- 社邊北極殿：稱為「社口廟」，創建於1831年，南州鄉唯一保有古石碑與古物的廟宇。
- 三官殿：主祀三官大帝，創建於1912年。
- 南州鄉基督教長老教會
- 南州鄉天主堂
- 南州鄉召會

## 旅遊
- 南州糖廠
- 張家旭昇居
- 南州運動公園(南州環保共融公園)
- 芙玉寶香皂文創主題館

- 南州糖廠-特產販賣部
- 南州糖廠-哈薩克莊園
- 南州糖廠-入口
- 南州糖廠-特產販賣部
- 南州運動公園-蘭花庭園

## 歷史古蹟

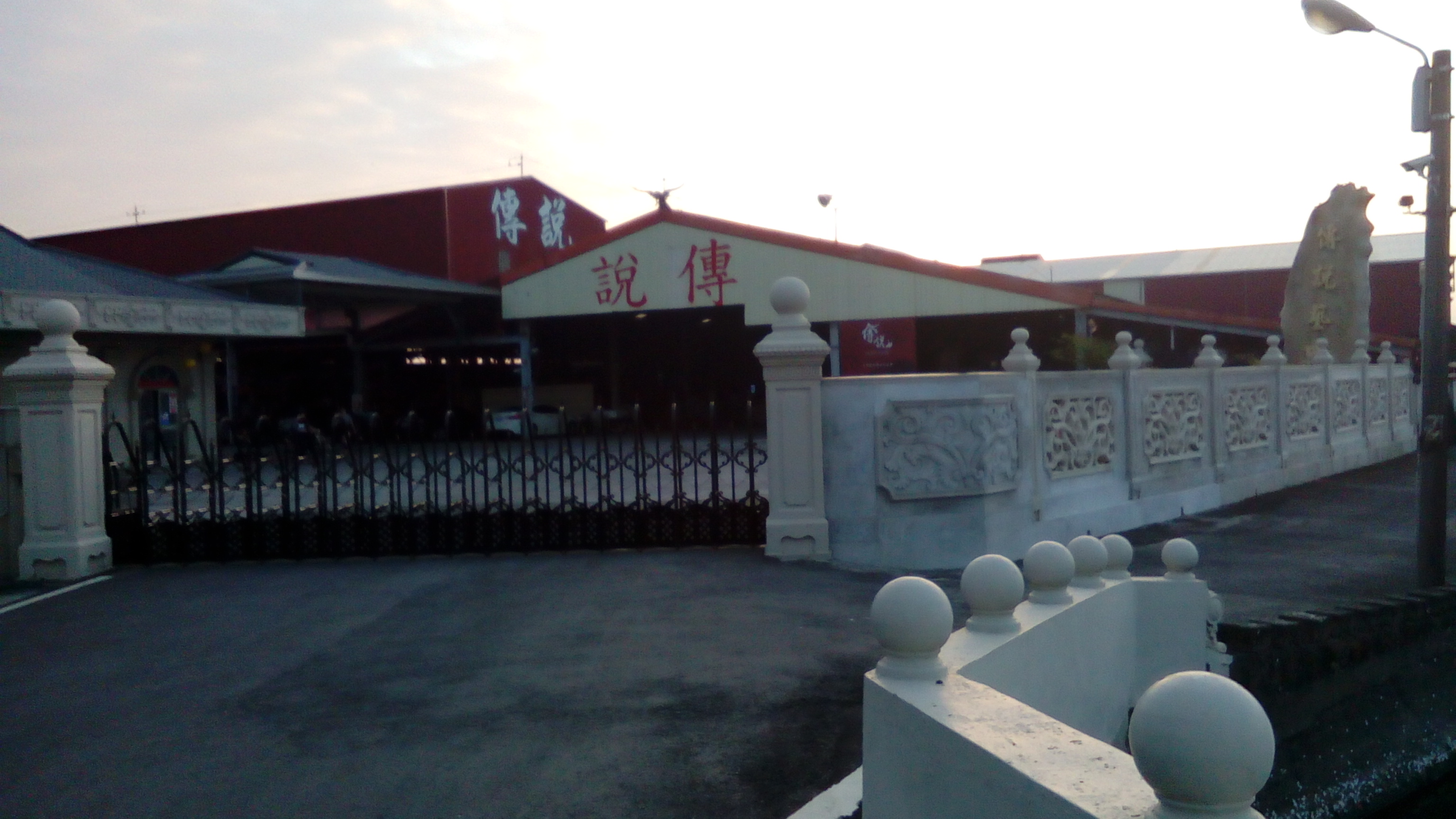
南州-「傳說」石藝工坊

- 溪北國小日式校舍
- 溪北國小征南待機紀念碑
- 溪北國民小學神社遺構
- 南州火車站倉庫
- 南州糖廠神社

## 特產
- 水稻
- 蓮霧
- 苦瓜
- 香蕉
- 檳榔

## 外部連結
- 南州鄉公所 （页面存档备份，存于）